# إيلك كريك (ميزوري)
إيلك كريك (بالإنجليزية: Elk Creek)‏ هي إحدى المجتمعات الفردية (غير مصنفة) في ولاية ميزوري في الولايات المتحدة الأمريكية.